# Sagenia irregularis
Sagenia irregularis là một loài dương xỉ trong họ Tectariaceae. Loài này được B.S.Williams mô tả khoa học đầu tiên năm 1883.
Danh pháp khoa học của loài này chưa được làm sáng tỏ. 